# فرخنده سینه‌زرین
فرخنده سینه‌زرین (نام علمی: Bangsia rothschildi)، گونه‌ای از پرندگان تیرهٔ ژیان‌مرغان (Thraupidae) است که در کلمبیا و اکوادور یافت می‌شود. زیستگاه طبیعی آن جنگل‌های جلگه‌ای نمناک نیمه‌گرمسیری یا گرمسیری و جنگل‌های کوهستانی نمناک نیمه‌گرمسیری یا گرمسیری است.
Bangsia rothschildi بومی کشورهای شمال غربی آمریکای جنوبی کلمبیا و اکوادور است.